# Winterthur
Winterthur (/ˈvɪntɐtuːɐ̯/, toponimo tedesco; in francese Winterthour) è un comune svizzero del Canton Zurigo, nel distretto di Winterthur del quale è capoluogo; ha lo status di città. Nel 2016 contava 109 775 abitanti.

## Storia
Winterthur (in latino Vitudurum, attestata dal 294) fu annessa a Zurigo nel 1467, che l'acquisì dagli Asburgo; nei secoli successivi la città condivise le sorti del cantone.
Il 27 maggio 1799 vi si svolse la battaglia di Winterthur nel quadro della guerra della Seconda coalizione fra i francesi e l'esercito asburgico.
Nel 1922 ha inglobato i comuni soppressi di Oberwinterthur, Seen, Töss, Veltheim e Wülflingen, divenuti distretti della città.

## Monumenti e luoghi d'interesse

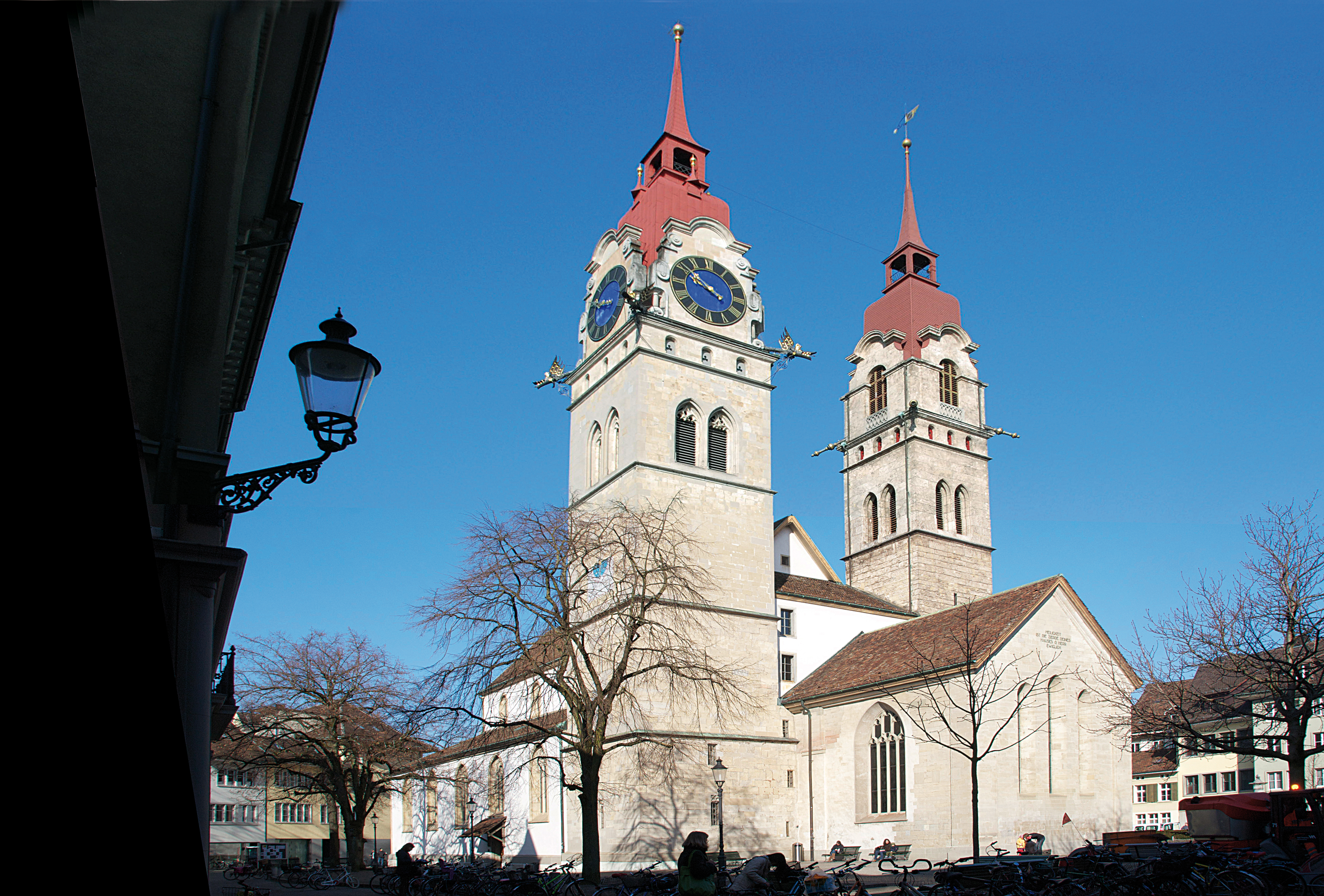
La chiesa riformata

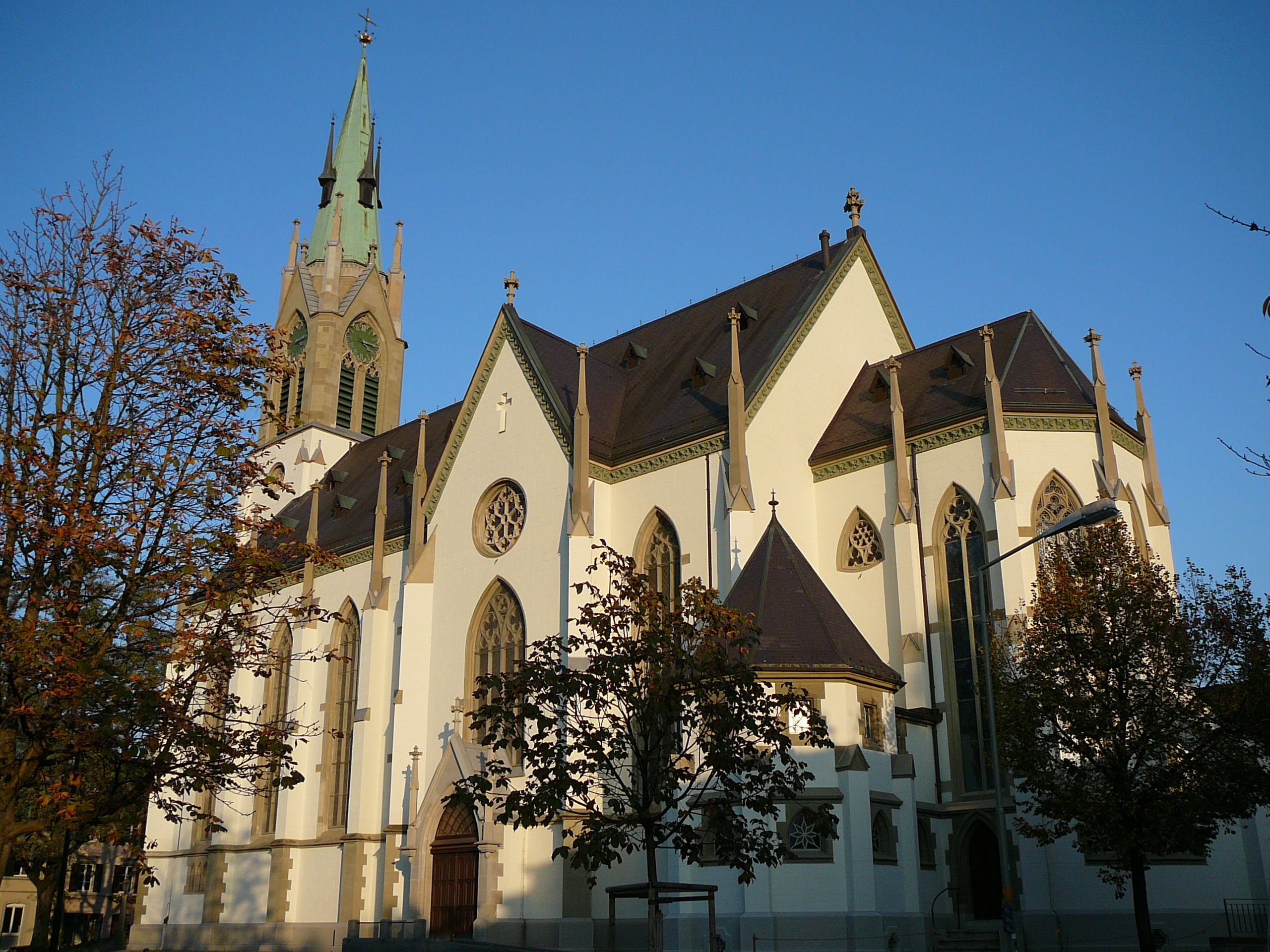
La chiesa dei Santi Pietro e Paolo

- Chiesa riformata (già di San Lorenzo), eretta nel VII-VIII secolo e ricostruita nel 1486-1518[1];
- Chiesa cattolica dei Santi Pietro e Paolo, eretta nel 1862[1].
- Am Römerholz, museo d'arte ospitato all'interno della villa progettata da Maurice Turrettini nel 1915 e abitazione del collezionista svizzero Oskar Reinhart.

## Società

### Evoluzione demografica
Winterthur, che il 3 luglio 2008 ha superato la soglia dei 100 000 abitanti, è la sesta città più grande della Svizzera e la seconda del Canton Zurigo. Attualmente Winterthur ha una crescita media superiore rispetto alle altre città svizzere con oltre 30 000 abitanti. Tuttavia si prevede che fino al 2030 crescerà soltanto del 10%, scendendo così al di sotto della media cantonale.
L'evoluzione demografica è riportata nella seguente tabella:
Abitanti censiti

### Etnie e minoranze straniere
La quota degli stranieri dal 1970 in poi ha sempre oscillato intorno al 20% (erano il 23,7% alla fine del 2007). Oltre il 20% degli stranieri è di origine italiana, il 15,8% di origine tedesca, mentre il 26,7% proviene dai paesi dell'ex Jugoslavia. Complessivamente, tre quarti degli stranieri di Winterthur sono di origine europea.

### Istituzioni, enti e associazioni
A Winterthur hanno la loro sede il Club di Roma e l'Unione vegetariana europea.

## Geografia antropica

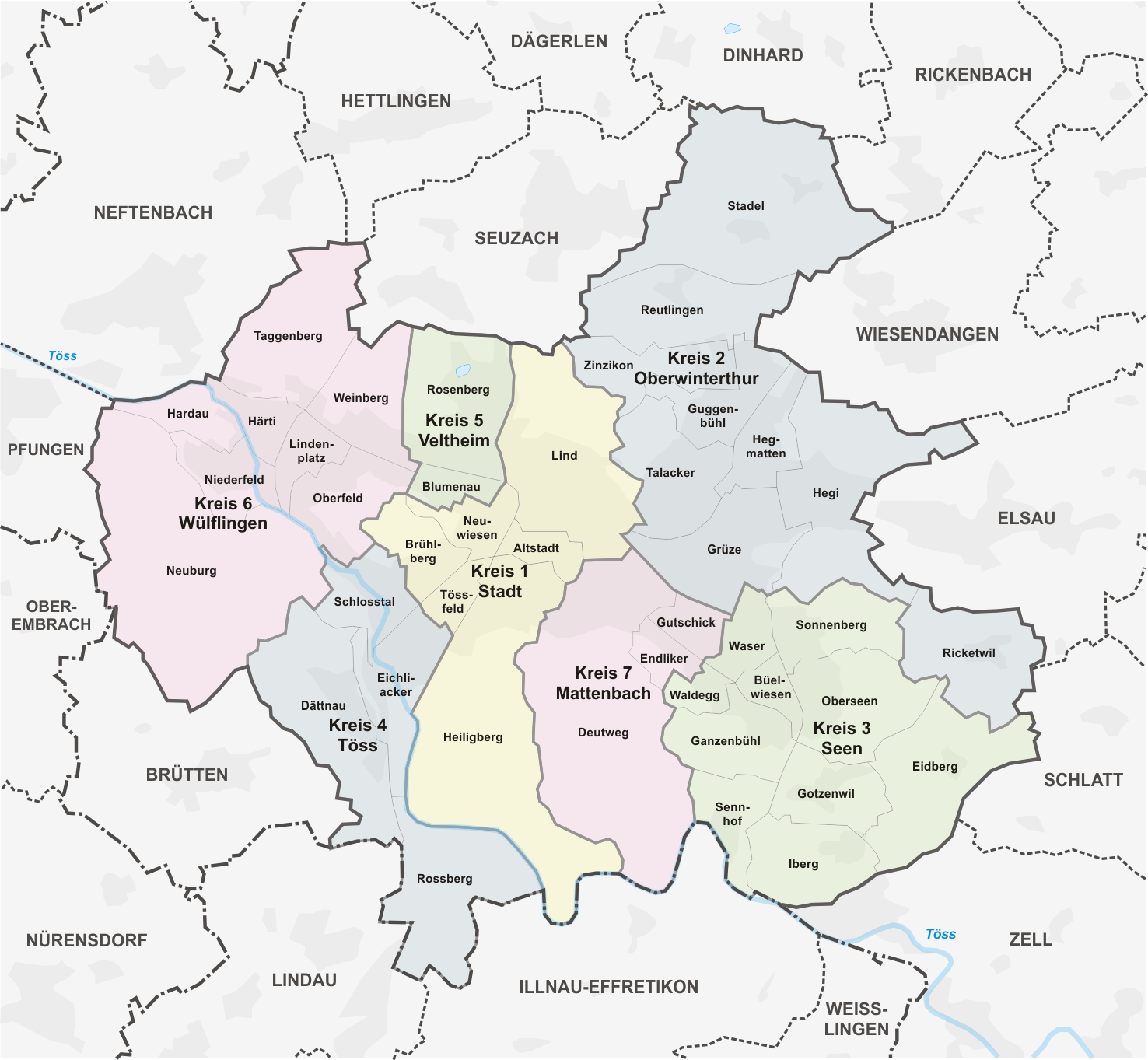
Mappa dei distretti e dei quartieri di Winterthur e dei comuni limitrofi

Winterthur non è considerata un sobborgo di Zurigo, ma è il centro di un'agglomerazione che comprende anche i dodici comuni circostanti di Brütten, Dättlikon, Dinhard, Elsau, Henggart, Hettlingen, Neftenbach, Pfungen, Rickenbach, Seuzach, Wiesendangen e Zell e che nel 2010 contava 139 731 abitanti.

### Distretti e quartieri
1. Stadt (con i quartieri Altstadt, Brühlberg, Heiligberg, Lind, Neuwiesen e Tössfeld)
2. Oberwinterthur[3] (con i quartieri Grüze, Guggenbühl, Hegi, Hegmatten, Reutlingen, Ricketwil, Stadel, Talacker e Zinzikon)
3. Seen[4] (con i quartieri Büelwiesen, Eidberg, Ganzenbühl, Gotzenwil, Iberg, Oberseen, Sennhof, Sonnenberg, Waldegg e Waser)
4. Töss[5] (con i quartieri Dättnau, Eichliacker, Rossberg e Schlosstal)
5. Veltheim[6] (con i quartieri Blumenau e Rosenberg)
6. Wülflingen[7] (con i quartieri Hardau, Härti, Lindenplatz, Neuburg, Niederfeld, Oberfeld, Taggenberg e Weinberg)
7. Mattenbach (con i quartieri Deutweg, Endliker e Gutschick)

## Cultura

### Istruzione

#### Scuole
A Winterthur la scuola obbligatoria prevede sei anni di scuola elementare e tre anni di scuola superiore. Il sistema scolastico delle superiori non è uniforme in tutta la città, tuttavia prevalgono due sistemi. A Winterthur ci sono 59 scuole dell'infanzia, 39 scuole elementari e dodici scuole medie. In media circa 8 000 allievi frequentano la scuola elementare obbligatoria, mentre nel caso della scuola dell'infanzia la frequenza non è obbligatoria.
Le tre scuole superiori di Winterthur sono la Kantonsschule Im Lee (liceo cantonale e maturità bilingue), il liceo Rychenberg (liceo cantonale e scuola media propedeutica) e la Kantonsschule Büelrain (liceo cantonale economico, scuola superiore a indirizzo commerciale e scuola superiore a indirizzo informatico). Inoltre, hanno sede a Winterthur anche diverse scuole professionali: la KV Business School, la Berufsbildungsschule Winterthur (BBW), il Zürcherische Ausbildungszentrum Gesundheit (ZAG) e la scuola professionale del msw-winterthur.
Inoltre hanno la loro sede a Winterthur due grandi istituzioni per la formazione professionale d'insegnamento per apprendisti a Winterthur. Da un lato l'Ausbildungszentrum Winterthur (azw) che si è formato dal centro di formazione professionale della Sulzer ed è oggi il più grande di tutto il cantone. Dall'altro la msw-winterthur, che comprende anche una propria scuola professionale ed è uno dei centri di formazione più grandi della Svizzera. Le due istituzioni, insieme, formano 250 apprendisti ogni anno.

#### Università
Winterthur rappresenta un importante polo formativo del Canton Zurigo. Nella città hanno sede diverse importanti scuole che non rientrano tra quelle primarie e secondarie. L'istituzione più rinomata della città è la Zürcher Hochschule für Angewandte Wissenschaften (ZHAW, "Università di Scienze applicate Zurigo"), che fino al settembre 2007 si chiamava Zürcher Hochschule Winterthur (ZHW) e prima ancora Technikum Winterthur. Si tratta della scuola universitaria professionale più grande del cantone e della Svizzera, e cinque dei suoi otto dipartimenti hanno sede a Winterthur. Una parte della ZHAW si trova nel Technikum, l'istituto tecnico più grande e antico della Svizzera, fondato nel 1874. La Frackwoche è una festa organizzata ogni anno dai diplomandi dell'ex Technikum.
La seconda scuola universitaria professionale con sede a Winterthur è la Zürcher Hochschule der Künste ("Università delle Arti Zurigo"), fino al 2007 conosciuta come Hochschule für Musik und Theater e prima ancora come Musikschule und Konservatorium Winterthur. Nell'anno accademico 2006/2007, hanno frequentato questa scuola 3 462 studenti. Sempre a Winterthur, nel quartiere Schlosstal, ha sede anche la Schweizerische Technische Fachschule (istituto tecnico svizzero).

#### Musei
A Villa Am Römerholz è esposta la collezione di Oskar Reinhart, con opere di Cranach il Vecchio, Bruegel il Vecchio (Adorazione dei Magi nella neve, 1567), El Greco, Goya, Friedrich (Le bianche scogliere di Rügen, 1818), Manet, Renoir, Gauguin, Van Gogh (Corsia dell'ospedale di Arles, 1889; Il cortile dell'ospedale di Arles, 1889), Cézanne.

### Media

#### Stampa
Fino agli anni 1950-1960 a Winterthur si facevano concorrenza cinque quotidiani: il socialista Winterthurer Arbeitszeitung, il democratico Der Landbote, il liberale Winterthurer Tagblatt, il cattolico Hochwacht e il conservatore Weinländer. Di questi, oggi viene pubblicato solo il Der Landbote, il quotidiano con la maggior tiratura della città. Il Weinländer, oggi diventato Die Andelfinger Zeitung, esce invece con cadenza bisettimanale, ma da tempo non ha più la stessa importanza. Il Winterthurer Stadtanzeiger e il Winterthurer Zeitung, un successore indiretto del Winterthurer Woche acquisito dallo Stadtanzeiger, sono due settimanali gratuiti.
Nel 2009 si è tenuta a Winterthur la prima fiera libertaria dei libri in lingua tedesca.

#### Radio
Le due emittenti radiofoniche di Winterthur sono Top Radio Top e Radio Top Two. Nel 2007, il consiglio federale ha inoltre deciso, per iniziativa dell'associazione di Stadtfilter Radio Stadtfilter, di concedere a Winterthur la possibilità di mandare in onda le trasmissioni radiofoniche 24 ore su 24. A inizio luglio del 2008, Radio Stadtfilter ha ottenuto questa licenza, come le era stato promesso, e il 7 marzo 2009 ha trasmesso i suoi programmi alle ore 24:00.

#### Televisione
L'emittente televisiva Tele Top, fino al 1999 chiamata Winti TV, ha sede a Winterthur ed è stata fondata nel 1986 come televisione locale. A Winterthur si riceve anche il canale locale di Zurigo Tele Züri.

### Eventi
Winterthur offre numerosi eventi. Nel fine settimana di Pentecoste ha luogo l'Afropfingsten, un festival africano con un mercato con prodotti esclusivamente africani. Inoltre, si può assistere a concerti di musica africana. Ogni anno, nell'ultimo fine settimana di giugno, nel centro storico si svolge la più grande festa urbana d'Europa, l'Albanifest. Il nome deriva da uno dei tre santi della città, sant'Albano. In agosto-settembre nel centro storico hanno luogo le due settimane della musica, le Winterthurer Musikfestwochen con numerosi concerti gratuiti e alcuni a pagamento, soprattutto nella Steinberggasse. All'inizio di novembre hanno luogo le giornate internazionali del cortometraggio.
Principalmente d'agosto si possono visitare le sagre dei villaggi di Veltheim, Wülflingen, Töss, Seen e Oberwinterthur, che fanno parte del comune di Winterthur. A novembre-dicembre nel padiglione della Eulachhalle ha luogo la fiera di Winterthur. A dicembre sul Neumarkt, nel centro storico, nelle tre settimane prima di Natale ha luogo un mercato natalizio.

## Economia
Winterthur raggiunse fama internazionale grazie alle sue imprese dell'industria meccanica come Sulzer, Schweizerische Lokomotiv- und Maschinenfabrik, Rieter e Geilinger. Nota a livello nazionale e internazionale era anche la casa commerciale Volkart, di cui sono ancora presenti a Winterthur solo alcuni rami di attività. L'azienda si è ritirata dal commercio del caffè nel 1989 e ha venduto questo ramo d'azienda al gruppo Erb Group di Winterthur. Volkart era la quarta azienda al mondo nel commercio delle materie prime del cotone, fino a quando si è ritirata da questo business nel 1999. Oggi Volkart non ha più una propria attività commerciale, ma si occupa solo di partecipazioni e fondazioni, e nel 1995 si è ritirata nella sua precedente piccola sede vicino alla stazione centrale di Winterthur.
Winterthur è anche uno dei luoghi d'origine della Bank in Winterthur (1862), dalla cui fusione con la Banca del Toggenburgo nel 1912 nacque l'odierna UBS. L'edificio dove fu fondata la banca si trova nella Stadthausstrasse ed è ancora oggi una delle sedi dell'UBS.
A partire dagli anni 1980 l'economia di Winterthur ha vissuto una grande trasformazione assistendo al passaggio dall'industria meccanica ai servizi (assicurazioni e banche). Negli anni 1990, invece, la cessione della Winterthur Assicurazioni al gruppo Credit Suisse e le successive e frequenti ristrutturazioni hanno portato al declino di questo ramo economico. Ai margini del centro storico di Winterthur si trova anche Swica, la terza compagnia d'assicurazione sanitaria della Svizzera.
Con il primo grande progetto di city marketing in Svizzera, a partire dal 1992 si è cercato di convertire il sistema industriale attraverso una politica di sviluppo e d'insediamento a favore dei nuovi settori industriali e delle piccole e medie imprese (PMI). L'azienda americana di tecnologie per protesi Zimmer ha fissato a Winterthur la sua sede principale per l'Europa, l'Asia e l'Australia. Lo stesso hanno fatto anche varie imprese minori del settore high tech.

## Infrastrutture e trasporti

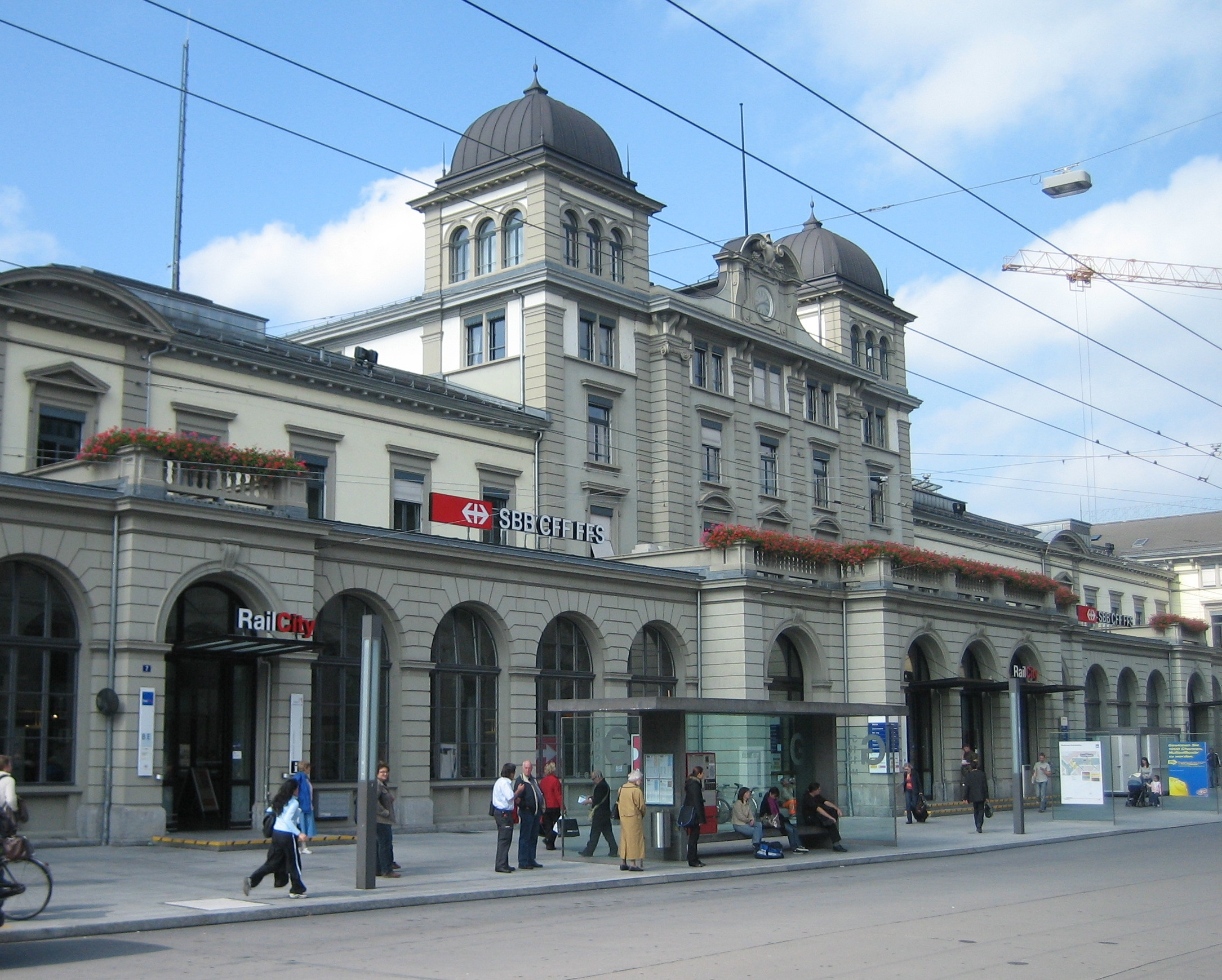
La stazione di Winterthur

Winterthur è servita dall'omonima stazione centrale e da numerose stazioni secondarie; è un rilevante nodo ferroviario sulle ferrovie Winterthur-Romanshorn, Winterthur-Oerlikon, Zurigo-Winterthur, Winterthur-San Gallo, Winterthur-Sciaffusa, Winterthur-Etzwilen, Tösstalbahn e Winterthur-Koblenz.
La gestione del trasporto pubblico cittadino è affidata alla Stadtbus Winterthur.

## Amministrazione
Ogni famiglia originaria del luogo fa parte del cosiddetto comune patriziale e ha la responsabilità della manutenzione di ogni bene ricadente all'interno dei confini del comune.

## Sport
A Winterthur hanno sede, tra le altre, le squadre di calcio Fussballclub Winterthur e Sportclub Veltheim, la squadra di football americano Winterthur Warriors, la squadra di hockey su ghiaccio EHC Winterthur, la squadra di pallacanestro Basketballclub Winterthur e la squadra di pallanuoto SC Winterthur.